# Sandrine Mendiburu
 (décembre 2023).
Si vous disposez d'ouvrages ou d'articles de référence ou si vous connaissez des sites web de qualité traitant du thème abordé ici, merci de compléter l'article en donnant les références utiles à sa vérifiabilité et en les liant à la section « Notes et références ».
Pour les articles homonymes, voir Mendiburu.
Sandrine Mendiburu est une ex-golfeuse professionnelle, née le 15 octobre 1972 à Bayonne.

## Ses débuts
Elle a grandi à Chantaco, Saint-Jean-de-Luz puis, à douze ans, elle est championne de France de sa catégorie, une victoire qu'elle réédite trois années de suite. À quinze ans, elle remporte l'Orange Bowl sur le sol américain (1988). Deux ans plus tard, elle triomphe au championnat US junior. En 1989, encore amateur, elle se classe troisième de l'Open de Biarritz. Cette même année, avec Cécilia Mourgue d'Algue, Sophie Louapre, Delphine Bourson, Caroline Bourtayre et Valérie Pamard, elle est championne d'Europe par équipe.
En 1990, elle remporte l'US Open juniors.

## Sa carrière pro
Coachée par son père Philippe, ex-pro lui-même, elle franchit le pas du professionnalisme en 1991. Elle n'a que dix-huit ans. L'année suivante, elle est nommée "meilleure débutante" du circuit européen dont elle atteint alors la dixième place.

Elle remporte trois titres sur le circuit pro : Open du Portugal en 1994, Open de Malaisie en 1998 et Open d'Allemagne en 1999.
Son meilleur classement européen est une 8e place en 1999.
Elle met un terme à sa carrière en 2001.

## L'après-golf
Aujourd'hui, Sandrine est l'égérie d'Évian, et est partie prenante au sein de l'Evian Masters, compétition sur laquelle elle assure également un rôle de consultante sportive sur les chaînes du Groupe Canal+.
Elle a créé une marque de vêtements Nuni.
Elle est codirectrice de la cellule golf au sein du groupe Le Figaro.
Elle a créé une compétition de golf pour enfants la Haribo Kids Cup dont elle continue à s'occuper.

## Divers
Sandrine Mendiburu a fréquenté le lycée Saint-Thomas-d'Aquin de Saint-Jean-de-Luz, tout comme Anne-Sophie Lapix et Laurence Ostolaza.